# ابراهیم شراحیلی
ابراهیم شراحیلی (انگلیسی: Ibraheam Shraheali؛ زادهٔ ۹ اوت ۱۹۸۴) یک بازیکن فوتبال اهل عربستان سعودی است.
از باشگاه‌هایی که در آن بازی کرده‌است می‌توان به باشگاه فوتبال النصر عربستان سعودی اشاره کرد.